# العلاقات الإيرانية الجيبوتية
العلاقات الإيرانية الجيبوتية هي العلاقات الثنائية التي تجمع بين إيران وجيبوتي.

## مقارنة بين البلدين
هذه مقارنة عامة ومرجعية للدولتين:
| وجه المقارنة                                              | إيران                    | جيبوتي                    |
| --------------------------------------------------------- | ------------------------ | ------------------------- |
| المساحة (كم2)                                             | 1.65 مليون               | 23.20 ألف                 |
| عدد السكان (نسمة)                                         | 79.97 مليون              | 956.99 ألف                |
| الكثافة السكانية (ن./كم²)                                 | 48.47                    | 41.25                     |
| العاصمة                                                   | طهران                    | جيبوتي                    |
| اللغة الرسمية                                             | لغة فارسية               | لغة فرنسية، اللغة العربية |
| العملة                                                    | ريال إيراني              | فرنك جيبوتي               |
| الناتج المحلي الإجمالي (بليون دولار)                      | 439.51 مليار             | 1.84 مليار                |
| الناتج المحلي الإجمالي (تعادل القوة الشرائية) بليون دولار | 1.36 تريليون             | 3.10 مليار                |
| الناتج المحلي الإجمالي الاسمي للفرد دولار أمريكي          |                          | 1.95 ألف                  |
| الناتج المحلي الإجمالي للفرد دولار أمريكي                 |                          | 3.27 ألف                  |
| مؤشر التنمية البشرية                                      | 0.766                    | 0.470                     |
| رمز المكالمات الدولي                                      | +98                      | +253                      |
| رمز الإنترنت                                              | .ir،                     | .dj                       |
| المنطقة الزمنية                                           | ت ع م+03:30، توقيت إيران | ت ع م+03:00               |

## منظمات دولية مشتركة
يشترك البلدان في عضوية مجموعة من المنظمات الدولية، منها:
| علم المنظمة | اسم المنظمة                                                | تاريخ انضمام إيران | تاريخ انضمام جيبوتي |
| ----------- | ---------------------------------------------------------- | ------------------ | ------------------- |
|             | مؤسسة التنمية الدولية                                      | 10 أكتوبر 1960     | 1 أكتوبر 1980       |
|             | يونسكو                                                     | 6 سبتمبر 1948      | 31 أغسطس 1989       |
|             | وكالة ضمان الاستثمار متعدد الأطراف                         | 15 ديسمبر 2003     | 12 يناير 2007       |
|             | الأمم المتحدة                                              | 24 أكتوبر 1945     | 20 سبتمبر 1977      |
|             | العملية المشتركة للاتحاد الأفريقي والأمم المتحدة في دارفور | ?                  | ?                   |
|             | الاتحاد البريدي العالمي                                    | ?                  | ?                   |
|             | البنك الدولي للإنشاء والتعمير                              | 29 ديسمبر 1945     | 1 أكتوبر 1980       |
|             | منظمة التعاون الإسلامي                                     | ?                  | ?                   |
|             | منظمة حظر الأسلحة الكيميائية                               | ?                  | ?                   |
|             | مؤسسة التمويل الدولية                                      | 28 ديسمبر 1956     | 1 أكتوبر 1980       |
|             | منظمة الشرطة الجنائية الدولية                              | ?                  | ?                   |

## وصلات خارجية
- موقع وزارة الخارجية الإيرانية